# Huesca
Huesca ([ˈweska], arag. Uesca, kat. Osca) – miasto w Hiszpanii, w Aragonii, siedziba administracyjna prowincji o tej samej nazwie.

## Gospodarka
W mieście rozwinął się przemysł spożywczy oraz chemiczny.

## Historia
Za czasów iberyjskich zwana Bolskan, przez Rzymian przemianowana na Osca, zaś podczas rządów arabskich w Hiszpanii – Waskah. Od 1354 r. siedziba Uniwersytetu Sertoriańskiego, którego nazwa nawiązuje do związanego z miastem Sertoriusza. Obecnie w budynku dawnego uniwersytetu znajduje się Museo de Huesca.
W 1096 r. miasto zostało zdobyte przez króla Aragonii, Piotra I. Największe święto Hueski przypada na 10 sierpnia i jest to dzień świętego Wawrzyńca. Obchody trwają 9-15 sierpnia. Św. Wawrzyniec, urodzony w Huesce, był diakonem zamęczonym przez Rzymian poprzez spalenie na ruszcie. Ruszt jest symbolem tego świętego i często pojawia się w pracach artystycznych dotyczących miasta.
W Huesce urodził się reżyser filmowy Carlos Saura i jego brat, plastyk, Antonio Saura.

### Wojna domowa
W czasie hiszpańskiej wojny domowej (1936–1939) „front Hueski” był miejscem jednych z najkrwawszych walk między republikanami i frankistami.

## Klimat
| Miesiąc | Sty | Lut  | Mar  | Kwi  | Maj  | Cze  | Lip  | Sie  | Wrz  | Paź  | Lis  | Gru | Roczna |
| --- | --- | ---- | ---- | ---- | ---- | ---- | ---- | ---- | ---- | ---- | ---- | --- | ------ |
| Średnie temperatury w dzień [°C] | 9.0 | 11.6 | 15.7 | 18.0 | 22.3 | 28.1 | 31.6 | 30.9 | 25.9 | 19.8 | 13.4 | 9.2 | 19,6   |
| Średnie dobowe temperatury [°C] | 5.2 | 6.9  | 10.1 | 12.1 | 16.1 | 21.0 | 24.1 | 23.7 | 19.8 | 15.0 | 9.3  | 5.5 | 14,0   |
| Średnie temperatury w nocy [°C] | 1.4 | 2.2  | 4.5  | 6.2  | 9.8  | 13.8 | 16.5 | 16.6 | 13.6 | 10.1 | 5.2  | 1.9 | 8,4    |
| Opady [mm] | 31  | 28   | 30   | 53   | 52   | 33   | 22   | 29   | 48   | 60   | 47   | 44  | 480    |
| Średnia liczba dni z opadami | 5.0 | 4.5  | 4.2  | 6.4  | 7.3  | 4.3  | 3.1  | 3.3  | 4.4  | 6.5  | 5.8  | 6.0 | 60,7   |
| Wilgotność [%] | 78  | 70   | 61   | 60   | 57   | 50   | 47   | 50   | 57   | 67   | 76   | 81  | 63     |
| Średnie usłonecznienie [h] | 138 | 173  | 230  | 243  | 275  | 302  | 346  | 314  | 247  | 197  | 146  | 123 | 2732   |
| Źródło: Agencia Estatal de Meteorología (liczba dni z opadami dla wartości 1 mm, wysokość 546 m n.p.m., 160 km od morza], 1981-2010) |     |      |      |      |      |      |      |      |      |      |      |     |        |